# Placówka Straży Granicznej I linii „Brzeźno”

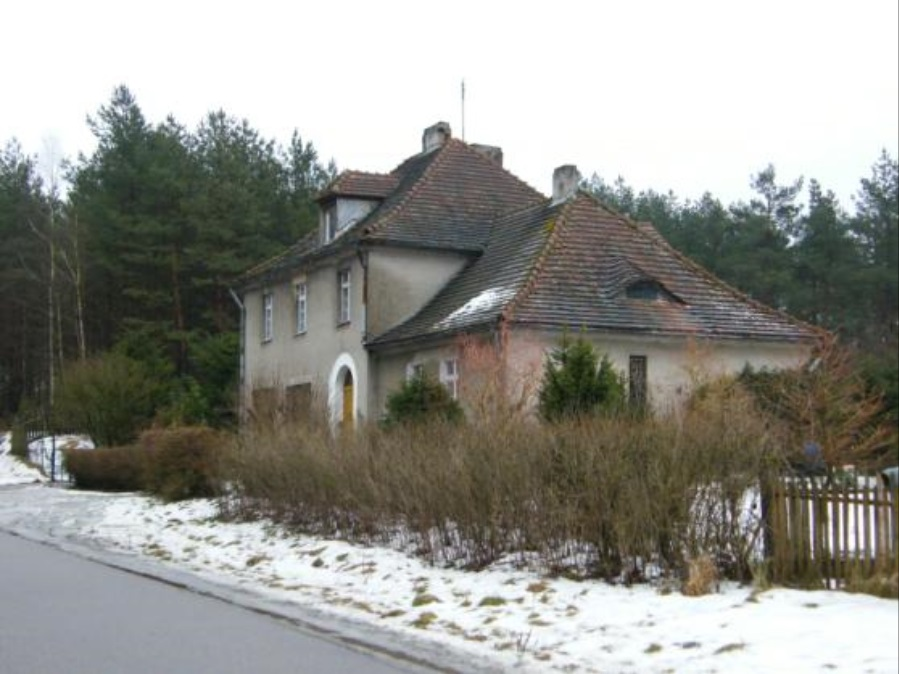
Budynek placówki SG Brzeźno

Placówka Straży Granicznej I linii „Brzeźno” – jednostka organizacyjna Straży Granicznej pełniąca służbę ochronną na granicy polsko-niemieckiej w okresie międzywojennym.

## Geneza
Na wniosek Ministerstwa Skarbu, uchwałą z 10 marca 1920 roku, powołano do życia Straż Celną. Od połowy 1921 roku jednostki Straży Celnej rozpoczęły przejmowanie odcinków granicy od pododdziałów Batalionów Celnych. Proces tworzenia Straży Celnej trwał do końca 1922 roku. Placówka Straży Celnej „Brzeźno” weszła w podporządkowanie komisariatu Straży Celnej „Brzeźno” z Inspektoratu SC „Chojnice”.

## Formowanie i zmiany organizacyjne
Rozporządzeniem Prezydenta Rzeczypospolitej Polskiej Ignacego Mościckiego z 22 marca 1928 roku, do ochrony północnej, zachodniej i południowej granicy państwa, a w szczególności do ich ochrony celnej, powoływano z dniem 2 kwietnia 1928 roku  Straż Graniczną.
Rozkazem nr 2 z 19 kwietnia 1928 roku w sprawie organizacji Pomorskiego Inspektoratu Okręgowego dowódca Straży Granicznej gen. bryg. Stefan Pasławski określił strukturę organizacyjną komisariatu SG „Prądzona”. Placówka Straży Granicznej I linii „Brzeźno” znalazła się w jego strukturze.
Rozkazem nr 12 z 10 stycznia 1930 roku  w sprawie reorganizacji Pomorskiego Inspektoratu Okręgowego komendant Straży Granicznej płk Jan Jur-Gorzechowski przeniósł komisariat SG „Prądzona” do Brzeźna. Placówka SG I linii „Brzeźno” pozostała w jego składzie.

## Służba graniczna
Sąsiednie placówki:
- placówka Straży Granicznej I linii „Łąkie” ⇔ placówka Straży Granicznej I linii „Brzozowo” − 1928